# Корето
Корето (італ. Caffè corretto, «приправлений») — напій італійського походження, на основі кави з додаванням лікеру. Готується з еспресо з додаванням лікеру, зазвичай з граппою, але іноді з самбукою або бренді. За межами Італії відомий також як «Еспресо Корретто». На півночі Італії корретто з додаванням граппи полюбляють пити на сніданок. Цей напій зазвичай подають в чашках для еспресо.
В Іспанії існує аналогічний напій, відомий як карахільйо, а в Швеції і Норвегії kaffekask.